# Чувашка (Кемеровская область)
Чувашка (шор. Ӱстӱнгӱ-аал) — посёлок в Мысковском городском округе Кемеровской области России. Бывший административный центр Чувашинского  сельсовета.

## История
Основан  в XIX в. шорцами. Расположено на р. Мрас-Су (Мрассу). Назван по личному шорскому имени Чаваш. Впоследствии по сходству звучания Чаваш перешло в Чуваш.

## География
Посёлок Чувашка расположен в южной части Кемеровской области и находится на берегу реки Мрассу.
Уличная сеть
состоит из 14 географических объектов:
ул. Айас, ул. Ак Пук, ул. Алтын Шор, ул. Большой Плас, ул. Глухариная, ул. Ореги Кезек, ул. Прасс, ул. Сок Кель, ул. Тоберги Кезек, ул. Турала, ул. Улуг Таг, ул. Челей, ул. Эне Таг, ул. Эски Чурт.

## Население
| 2010 |
| ---- |
| 249  |

Национальный состав
Согласно результатам переписи 2002 года, в национальной структуре населения шорцы составляли 67 %, русские 27 % от общей численности населения в 245 жителей.

## Инфраструктура
Лесная промышленность.

## Транспорт
Проходит Сибиргинское шоссе.